# Saw 3D
Saw 3D ook wel Saw VII 3D, Saw VII of Saw 3D: The Final Chapter  is een Amerikaanse 3D thriller-horrorfilm uit 2010. De film is het zevende deel uit de Saw-filmreeks en werd geregisseerd door Kevin Greutert.

## Verhaal
Dr. Lawrence Gordon sleept zichzelf over de vloer door de gang nadat hij in Saw zijn voet afzaagde om uit de ondergrondse badkamer te ontsnappen. Hij schroeit zijn enkelpunt dicht tegen een gloeiendhete stoompijp. Enige tijd later vindt er een Jigsaw-spel plaats in de etalage van een doe-het-zelfzaak in een winkelcentrum. Brad en Ryan zijn aan weerszijde van een werktafel met cirkelzagen vastgeketend, terwijl hun wederzijdse minnares in het midden boven een derde cirkelzaag hangt. De mannen hebben zestig seconden om de zagen in hun tegenstander te duwen om Dina te redden, die hen beiden manipuleerde en hen misdrijven liet plegen om haar behoeftes te vervullen. Brad en Ryan realiseren zich dat en bereiken een wapenstilstand, waarna Dina in twee wordt gezaagd. Ondertussen is John Kramers ex-vrouw Jill Tuck getuige van Jigsaw-volgeling Mark Hoffmans ontsnapping uit de omgekeerde berenval, waarin zij hem plaatste in Saw VI. Zij zoekt hulp bij rechercheur interne zaken Matt Gibson en biedt aan om Hoffman te beschuldigen, in ruil voor bescherming en immuniteit.
Ondertussen ontvoert Hoffman een bende blanke racisten en plaatst ze in een val op een verlaten autokerkhof. Een man wiens rug aan een autostol zit vastgelijmd slaagt er niet in om binnen dertig seconden zichzelf los te rukken, waardoor hij en drie anderen omkomen. Daarna ontvoert Hoffman een zelfhulpgoeroe genaamd Bobby Dagen die roem en rijkdom verwierf door een verhaal te verzinnen over hoe hij een Jigsaw-val heeft overleefd. Bobby ontwaakt in een verlaten psychiatrisch ziekenhuis en krijgt te horen dat hij een uur heeft om zijn vrouw Joyce te redden, die vastgeketend is aan een stalen platform dat haar geleidelijk naar beneden trekt terwijl ze toekijkt hoe Bobby vordert. Nadat hij is ontsnapt uit een kooi dat boven een vloer met spijker hangt, baant Bobby zich een weg door de inrichting in een poging zijn andere tests af te ronden.
Zijn publicist Nina zit in een dwangbuis in een constructie met vier scherpen buizen die haar keel na één minuut zullen doorboren, als ze geluid maakt wordt die tijd korter. De sleutel die nodig is om haar te bevrijden hangt aan een vishaakje met een touwtje uit haar mond en die moet Bobby door haar keel naar buiten trekken. Bobby's advocaat Suzanne zit vastgebonden in een soort hamsterwiel dat langzaam richting drie spijlen ter hoogte van haar ogen en mond draait. Hij kan haar redden door een zware hendel om hoog te tillen dat er tegelijkertijd voor zorgt dan er twee spijlen in zij worden gedrukt. Tot slot kan Bobby zijn beste vriend Cale redden die geblinddoekt met een strop om zijn nek op de rand van een verdieping zonder vloer staat. Bobby moet hem binnen op tijd over de losliggende planken op de steunbalken naar de uitgang begeleiden. Alle drie de tests falen en de mensen die wisten van Bobby's leugens komen om het leven. Bobby wordt herenigd met Joyce nadat hij twee van zijn eigen tanden heeft getrokken om de combinatie voor het slot op de deur naar haar kamer te bemachtigen.
Gibson ontdekt de locatie van Bobby's spel en stuurt een SWAT-team, dat in een andere kamer opgesloten en met gifgas gedood wordt. Hij vindt het commandocentrum van Hoffman en realiseert zich dat hij tijdens de spellen toegang heeft gekregen tot het politiebureau, nadat hij zich verborgen in een lijkzak het mortuarium heeft laten binnenbrengen om zo dicht bij Jill te kunnen komen. Voordat Gibson het politiebureau kan waarschuwen, worden hij en de officieren die hem vergezellen gedood door een automatisch geschutskoepel. Voor zijn laatste test moet Bobby de test naspelen die hij beweerde te hebben overleefd, door twee haken door zijn borstspieren te slaan en zichzelf boven het plafond te hijsen om Joyce's val te deactiveren. Hij doet wat hem gevraagd wordt, maar de haken scheuren uit en hij valt op de grond. De timer loopt af en er sluit zich een capsule die lijkt op een messingen stier om Joyce, die haar levend verbandt.
Hoffman infiltreert het politiebureau en doodt iedereen op zijn pad. Nadat hij Jill heeft bereikt, vermoordt hij haar met originele omgekeerde berenval en vernietigt hij zijn werkplaats. Hoffman wil de stad ontvluchten, maar wordt overmeesterd door drie figuren met varkensmaskers. De leider onthult dat hij Dr. Gordon is, die Jigsaw's leerling werd nadat hij zijn test had overleefd. Gordon voldoet aan het verzoek van John Kramer om direct actie te ondernemen als Jill wat overkomt. Hij ketent Hoffman vast in dezelfde badkamer als waar hij werd getest en gooit de ijzerzaag weg, voordat hij de deur sluit en Hoffman achterlaat om te sterven.

## Rolverdeling
| Acteur               | Personage            |
| -------------------- | -------------------- |
| Tobin Bell           | John Kramer / Jigsaw |
| Costas Mandylor      | Mark Hoffman         |
| Cary Elwes           | Dr. Gordon           |
| James Van Patten     | Dr. Hefner           |
| Betsy Russel         | Jill Tuck            |
| Sean Patrick Flanery | Bobby Dagen          |
| Dean Armstrong       | Cale                 |
| Chad Donella         | Gibson               |
| Gina Holden          | Joyce                |
| Tanedra Howard       | Simone               |
| Chester Bennington   | Evan                 |

## Productie
Oorspronkelijk zou regisseur David Hackl, die eerdere Saw V regisseerde, het zevende deel gaan regisseren. Echter Lionsgate haalde twee weken voordat de opnames startte hem van het project en verving hem door Kevin Greutert. De opnames voor Saw 3D begonnen in februari en waren afgerond in april 2010. Saw 3D stond gepland om op 22 oktober 2010 uit te komen, maar werd naar een week later verschoven om zo de concurrentie met Paranormal Activity 2 te vermijden. 
In Amerika opende Saw 3D op nummer 1 en haalde de film in het eerste weekend ruim 23 miljoen dollar op.

## Ontvangst
Saw 3D werd uitgebracht op 29 oktober 2010 en werd door het publiek gemengd ontvangen. Op Rotten Tomatoes heeft de film een score van 10% op basis van 82 beoordelingen. Metacritic komt op een score van 27/100, gebaseerd op 17 beoordelingen. In 2017 werd een vervolgfilm / prequel uitgebracht onder de naam Jigsaw.